# جمعية تاريخ التأليف والقراءة والنشر
تأسست جمعية تاريخ الكتابة والقراءة والنشر (بالإنجليزية: Society for the History of Authorship, Reading and Publishing)‏ عام 1991 في الولايات المتحدة بمبادرة من العلماء جوناثان روز وسيمون إيليوت وآخرين. يدرس أعضاؤها تاريخ الكتب و"التأليف والوساطة والاستقبال والمحافظة على النصوص والتحول في الاتصالات المكتوبة". تدير الجمعية قائمة مناقشة الكترونية، وتصدر المجلة الأكاديمية تاريخ الكتاب [الإنجليزية] (تأسست في عام 1998)، وتنظّم اجتماعات سنوية، وتتألف عضوية الجمعية بشكل رئيسي من علماء بريطانيين وأمريكيين.